# セルジオ・パウリーニョ
セルジオ・ミゲル・モレイラ・パウリーニョ（Sérgio Miguel Moreira Paulinho、1980年3月26日 - ）は、ポルトガル、オレイラス出身の自転車競技（ロードレース）選手。

## 経歴
2002年、ASC・ヴィラ・ド・コンデと契約を結んでプロ選手となる。
- U-23世界選手権・タイムトライアルで3位に入る。

2004年、LA・ペコルに移籍。
- 国内選手権・タイムトライアル（ITT）を優勝。
- そして、当人の名を一躍上げたのがアテネオリンピック。優勝候補のパオロ・ベッティーニと最後まで金メダル争いを演じ、優勝のベッティーニに1秒差で続いて銀メダルを獲得した。

この実績が認められ、2005年、リベルティ・セグロスに移籍。
しかし2006年6月、オペラシオン・プエルトの影響を受け、チーム名がアスタナ・ヴュルトに変更された。
- ブエルタ・ア・エスパーニャの第10ステージを勝利し、また、同レースの総合優勝を果たすことになる、チームリーダーのアレクサンドル・ヴィノクロフのアシストに回りながらも、総合16位に入る健闘を見せた。
- 同年シーズン終了後、アスタナ・ヴュルトは解散した。

2007年、ディスカバリー・チャンネルに移籍したが、同年限りでチームは解散。
2008年、アスタナ・チームに移籍。
- 4年ぶりに国内選手権・ITTを制した。

2010年、チーム・レディオシャックに移籍。
- ツール・ド・フランス第10ステージ勝利。

2012年、チーム・サクソバンクに移籍。